# جهان دو سیتر
یک جهان دو سیتر پاسخی کیهانی برای معادلات میدان اینشتین در نسبیت عام است. نام آن برگرفته از نام ویلم دو سیتر می‌باشد. این پاسخ، جهانی را مدل می‌کند که از نظر فضایی تخت است  و ماده معمولی را نادیده می‌گیرد، از این رو دینامیک جهان توسط ثابت کیهانی تسخیر شده‌است که گمان می‌رود مربوط به انرژی تاریک در جهان ما یا میدان تورمی در جهان اولیه است. بنا بر مدل‌های تورمی و مشاهدات کنونی جهان شتابدار، مدلهای همسازگانی کیهان‌شناسی فیزیکی به سوی یک مدل سازگار همگرا می‌شوند که جهان را از زمان  {\displaystyle t=10^{-33}} ثانیه پس از تکینگی مهبانگ تا آینده ای دوردست توسط مدل دوسیتر توصیف می‌کند.